# Vokesimurex purdyae
Vokesimurex purdyae is een slakkensoort uit de familie van de Muricidae. De wetenschappelijke naam van de soort is voor het eerst geldig gepubliceerd in 1976 door Radwin & D'Attilio.